# 初心小島
初心小島，是香港女歌手 Chantel 姚焯菲於2024年推出的一首粵語單曲，由蘇道哲、Coey Young作曲，甄敏延填詞，蘇道哲編曲及監製，由All About Music 愛爆音樂發行，歌曲推出後成為勁歌金榜冠軍歌、中文歌曲龍虎榜亞軍歌、903專業推介第十及新城勁爆流行榜季軍歌。

## 創作與製作
初心小島時長3分58秒，以
拍的升d/降e和大調模式創作，每分鐘138拍，由蘇道哲、Coey Young作曲，亦由蘇道哲編曲及監製，甄敏延填詞。
香港無綫電視旗下女歌手姚焯菲是年17歲，與前作這個姿態一樣，此歌是她在新西蘭留學期間推出的作品。歌詞描述她期待成長、但又害怕成為大人的矛盾少女心情，如今她最想逃避的是學業，當成績不似預期，她便會感到沮喪，不過將於9月迎來18歲成人禮的她，正嘗試減壓來安撫不安情緒。
姚焯菲年紀輕輕已參加歌唱比賽入行，經過娛樂圈五光十色的洗禮，經歷比同齡人多，內心感受也更複雜。她直言新歌初心小島並非講她的初心，而是指她找不回初心，MV亦反映其內心真實世界：「可能人大咗，眼界闊咗，同時顧慮亦多咗，會好想逃離呢個狀態，好想返去嗰個好奇、無憂無慮嘅自己，當然我都接受自己會成長，我知自己未夠成熟，想長大但又唔想長大，好矛盾。」

## 音樂影片
姚焯菲於2023年11月新西蘭學校暑假期間回香港拍攝了初心小島的音樂影片，她在MV分飾初心及人前的自己，當中有很多細微表情要演繹，她坦言演戲並非強項：「其中一幕要我喺人前保持禮貌微笑，但當所有人離開後，就變到好迷惘，我覺得好有難度亦最難忘。」她認為成年人的世界有很多限制及責任，令她感到成長是件很可怕的事：「我記得老師講過，年輕人同成年人都有不安，希望呢首歌可以撫慰同樣內心感到不安嘅大人。」
初心小島音樂影片於2024年1月16日晚發布至YouTube，點擊率於17天後到達100萬。

## 發行及宣傳
《初心小島》於2024年1月12日由愛爆音樂派至各電台 及於各音樂串流平台數碼發售。
姚焯菲1月12日開始進行了各大傳媒體訪問等宣傳活動，包括於1月12日叱咤903電台節目《叱咤樂壇》直播訪問，及後於商業電台、香港電台及新城電台進行十多個錄音訪問，包括商台聖艾粒LaLaLaLa、一家大晒及樂和心事等，港台Made in HK李志剛、U秀幫及音樂說等，新城電台原來生活很快樂、音樂聲華、4466拆掂佢、勁暴樂勢力及得閒High Tea等。
姚焯菲官方歌迷會配合歌曲於港鐵車站燈箱、巴士站燈箱、電車站及電車全車身買廣告。並於1月24日舉行了初心小島電車Party活動，宣傳新歌及跟粉絲聚會，並派發歌曲主題紀念品，如年曆咭及手幅等。姚焯菲官方歌迷會亦於內地進行新歌宣傳，包括於廣州市珠江新城地鐵站LED大螢幕及廣州天河城LED大螢幕投放新歌廣告。

## 電台派台成績

### 叱咤903專業推介走勢
| 週次     | 第6週   | 第7週   | 第8週   | 第9週  |
| 放榜日期 | 2月10日 | 2月17日 | 2月24日 | 3月2日 |
| 榜上位置 | 16      | 19      | 10      | 10     |
| -------- | ------- | ------- | ------- | ------ |

### RTHK 中文歌曲龍虎榜走勢
| 周次     | 第5周  | 第6周   | 第7周   | 第8周   | 第9周  |
| 放榜日期 | 2月3日 | 2月10日 | 2月17日 | 2月24日 | 3月2日 |
| 榜上位置 | 13     | 11      | 9       | 2       | 11     |
| -------- | ------ | ------- | ------- | ------- | ------ |

### 新城知訊台勁爆本地榜走勢
| 週次     | 第3週   | 第4週   | 第5週  |
| 放榜日期 | 1月20日 | 1月27日 | 2月3日 |
| 榜上位置 | 16      | 14      | 3      |
| -------- | ------- | ------- | ------ |

### TVB勁歌金榜走勢
| 週次     | 第4週   | 第5週  | 第6週   | 第7周   | 第8周   | 第9週  |
| 放榜日期 | 1月27日 | 2月3日 | 2月10日 | 2月17日 | 2月24日 | 3月2日 |
| 榜上位置 | 17      | 10     | 8       | 4       | 2       | 1      |
| -------- | ------- | ------ | ------- | ------- | ------- | ------ |

### 各大流行榜最高位置
| 地區 | 樂壇流行榜     | 最高位置 |
| ---- | -------------- | -------- |
| 香港 | 勁歌金榜       | 1        |
| 香港 | 903專業推介    | 10       |
| 香港 | 新城勁爆本地榜 | 3        |
| 香港 | 中文歌曲龍虎榜 | 2        |

## 資料來源
1. ↑  , 2024-01-12  [2024-05-03], （原始内容存档于2024-05-03） （中文（香港））
2. ↑  . songbpm.com.   [2024-05-03]. （原始内容存档于2024-05-03） （英语）.
3. 1 2 3  . metroradio.com.hk.   [2024-05-03]. （原始内容存档于2024-05-03）.
4. 1 2  . on.cc東網. 2024-02-02  [2024-05-03]. （原始内容存档于2024-05-03） （中文（香港））.
5. ↑  . my903.com. 2024-01-12  [2024-05-03]. （原始内容存档于2024-05-03） （中文（繁體））.
6. ↑  . Apple Music. 2024-01-12  [2023-09-03]. （原始内容存档于2023-09-03） （美国英语）.
7. ↑  ,   [2024-05-03], （原始内容存档于2024-05-03） （中文（香港））
8. ↑  ,   [2024-05-03], （原始内容存档于2024-05-03） （中文（中国大陆））
9. ↑  . www.instagram.com.   [2024-05-03].
10. ↑  . www.instagram.com.   [2024-05-03].
11. ↑  . www.instagram.com.   [2024-05-03]. （原始内容存档于2024-05-03）.
12. 1 2  浩楠. . STARSHK. 2024-01-22  [2024-05-03]. （原始内容存档于2024-05-03） （中文（臺灣））.
13. ↑  . www.instagram.com.   [2024-05-03].
14. ↑  . www.instagram.com.   [2024-05-03].
15. ↑  . www.facebook.com.   [2024-05-03]. （原始内容存档于2024-05-03）.
16. ↑  . now.881903.com.   [2024-05-03]. （原始内容存档于2024-05-03）.
17. ↑  . www.facebook.com.   [2024-05-03]. （原始内容存档于2024-05-03）.
18. ↑  . www.rthk.hk.   [2024-05-03]. （原始内容存档于2024-05-03） （中文（香港））.